# 葛山乡
葛山乡是中华人民共和国浙江省丽水市景宁畲族自治县一个已撤销的乡，2013年5月31日，浙江省人民政府批复同意撤销葛山乡，将原葛山乡所辖的岭头、岗头、粗砻3个行政村划归英川镇，葛山、坳根、印章、金岱、林湖、西山6个行政村划归鸬鹚乡。